# Cymbidium rosefieldense
Cymbidium rosefieldense är en orkidéart som beskrevs av Auct.. Cymbidium rosefieldense ingår i släktet Cymbidium, och familjen orkidéer.
Artens utbredningsområde är Vietnam. Inga underarter finns listade i Catalogue of Life.